# Polygala nicaeensis
Polygala nicaeensis là một loài thực vật có hoa trong họ Polygalaceae. Loài này được Risso ex W.D.J.Koch miêu tả khoa học đầu tiên năm 1835.